# Bloco da Preta
Bloco da Preta é um bloco de embalo carioca, organizado pela cantora carioca Preta Gil.
É um bloco de trios elétricos comandado por Preta Gil, filha do famoso ícone da MPB Gilberto Gil, em 2016 participou também do Carnaval de Brasília. Além da própria Preta Gil, diversos outros artistas da Música Popular Brasileira contemporânea participam dos shows do bloco.
Em 2016, o bloco contou com a participação de cantores de funk carioca, como Nego do Borel e Ludmilla e o próprio pai de Preta Gil, Gilberto Gil, além de cerca de 300 mil pessoas que acompanharam o bloco.
Famoso por levar milhares de pessoas às ruas do Centro do Rio de Janeiro, o bloco tem enfrentado problemas relativos a brigas e roubos entre foliões.